# Oshkosh Corporation
A Oshkosh Corporation (NYSE: OSK) é uma empresa estadunidense, fabricante de caminhões para usos especiais. Seus produtos tem grande uso em aeroportos, combate a incêndios, indústrias e nas forças armadas. Localizada na cidade de Oshkosh, no estado do Wisconsin, a empresa emprega um total de 16.000 funcionários em sua rede de cinco filiais pelo mundo.

## História
Fundada em 1917 como Wisconsin Duplex Auto Company, a empresa foi criada para construir um caminhão com tração nas quatro rodas para serviço severo. Depois que o primeiro protótipo foi construído, a empresa começou a se desenvolver rapidamente. Este primeiro caminhão com tração nas quatro rodas, conhecido hoje como "Old Betsy", ainda é de propriedade da Oshkosh Corporation e está em exibição no novo edifício da Sede Global em Oshkosh. O veículo ainda funciona e é usado com frequência em manifestações e desfiles. O primeiro caminhão produzido em massa foi o Modelo A de 2 toneladas, com sete produzidos em 1918. Seguiram-se o Modelo B de 3,5 toneladas e o Modelo F de 5 toneladas. O Modelo TR, lançado em 1933, foi uma diversificação para a empresa e foi a primeira escavadeira de borracha já construída.
Em 16 de outubro de 2006, a Oshkosh anuncia a aquisição da JLG Industries por três bilhões de dólares. No dia 5 de fevereiro de 2008, a empresa recebeu a permissão para a alteração do seu nome de Oshkosh Truck para Oshkosh Corporation.

## Galeria

Alguns dos produtos da Oshkosh
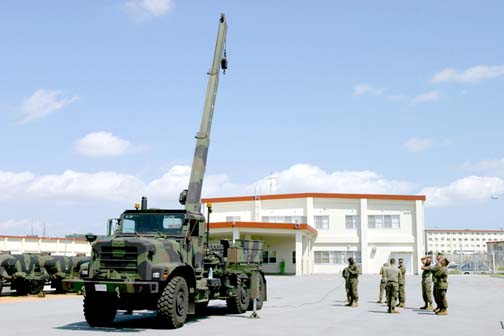
MK-36.
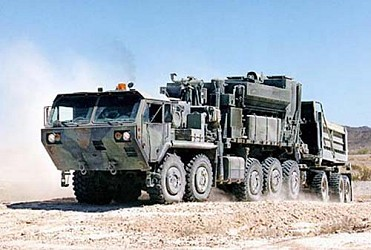
HEMTT.
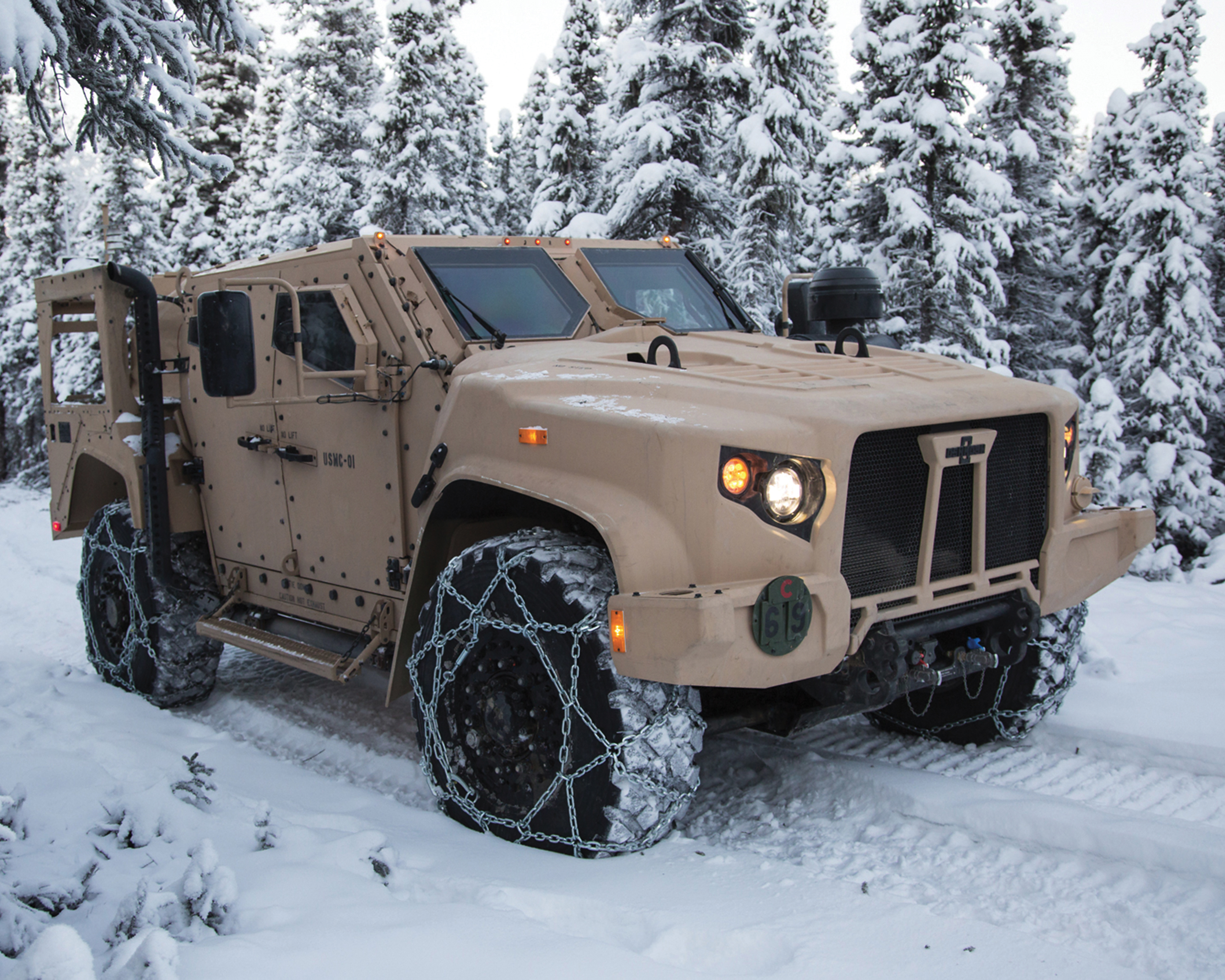
M1280.